# Couvent des Cordeliers de Champaigue

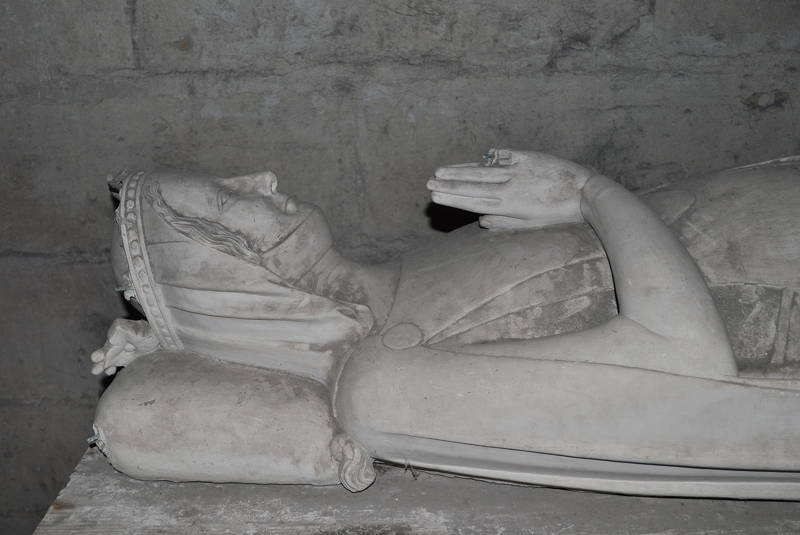
Béatrix de Bourbon

Der Couvent des Cordeliers de Champaigue befand sich etwa einen Kilometer außerhalb von Souvigny (Département Allier) und war neben dem Benediktinerkloster in Souvigny die bevorzugte Nekropole der Herren von Bourbon außerhalb von Paris. 

## Geschichte
Der Konvent wurde 1245 von Franziskanern auf Grundstücken gegründet, die Archambault IX. von Bourbon zur Verfügung gestellt hatte. Der Konvent blieb immer eine bescheidene Einrichtung, in der niemals mehr als neun Mönche lebten. Die Herren von Bourbon nutzten den Ort, um sich zum Beten zurückzuziehen, einige von ihnen ließen sich hier auch bestatten.
Louis I., Herzog von Bourbon (1279–1341) reorganisierte ab 1320 die Nekropole von Champaigue, um nach dem Wechsel der herrschenden Familie seine Präsenz im Bourbonnais zu betonen. Er bestellte Gräber für seine Großmutter Agnès de Dampierre, dame de Bourbon, seine Mutter Béatrix und zwei seiner Kinder und ließ sie dort im Chor bestatten, um die Kontinuität zwischen dem Haus Dampierre und den Bourbonen herzustellen.
Die Gebäude wurden während des Direktoriums zerstört und durch einen landwirtschaftlichen Betrieb ersetzt. Das Grabmal der Ehefrau Herzogs Ludwigs wurde zu Beginn des 20. Jahrhunderts von einem Landwirt auf einem Feld wiederentdeckt und befindet sich heute im Musée du Pays de Souvigny in Souvigny.

## Bestattungen
In Champaigue wurden bestattet:
- Agnès de Dampierre († 1288), Tochter von Archambault IX., Ehefrau von Jean de Bourgogne (1231–1268)
- Béatrix de Bourbon (1257/58–1310), Tochter von Agnès de Bourbon und Jean de Bourgogne
- Marie d‘Avesnes († 1354), Ehefrau von Herzog Ludwig I.
- Guy II. de Dampierre († 1216), der zuerst in der Abteikirche Saint-Laumer in Blois bestattet wurde, dann möglicherweise in Champaigue